# 젤

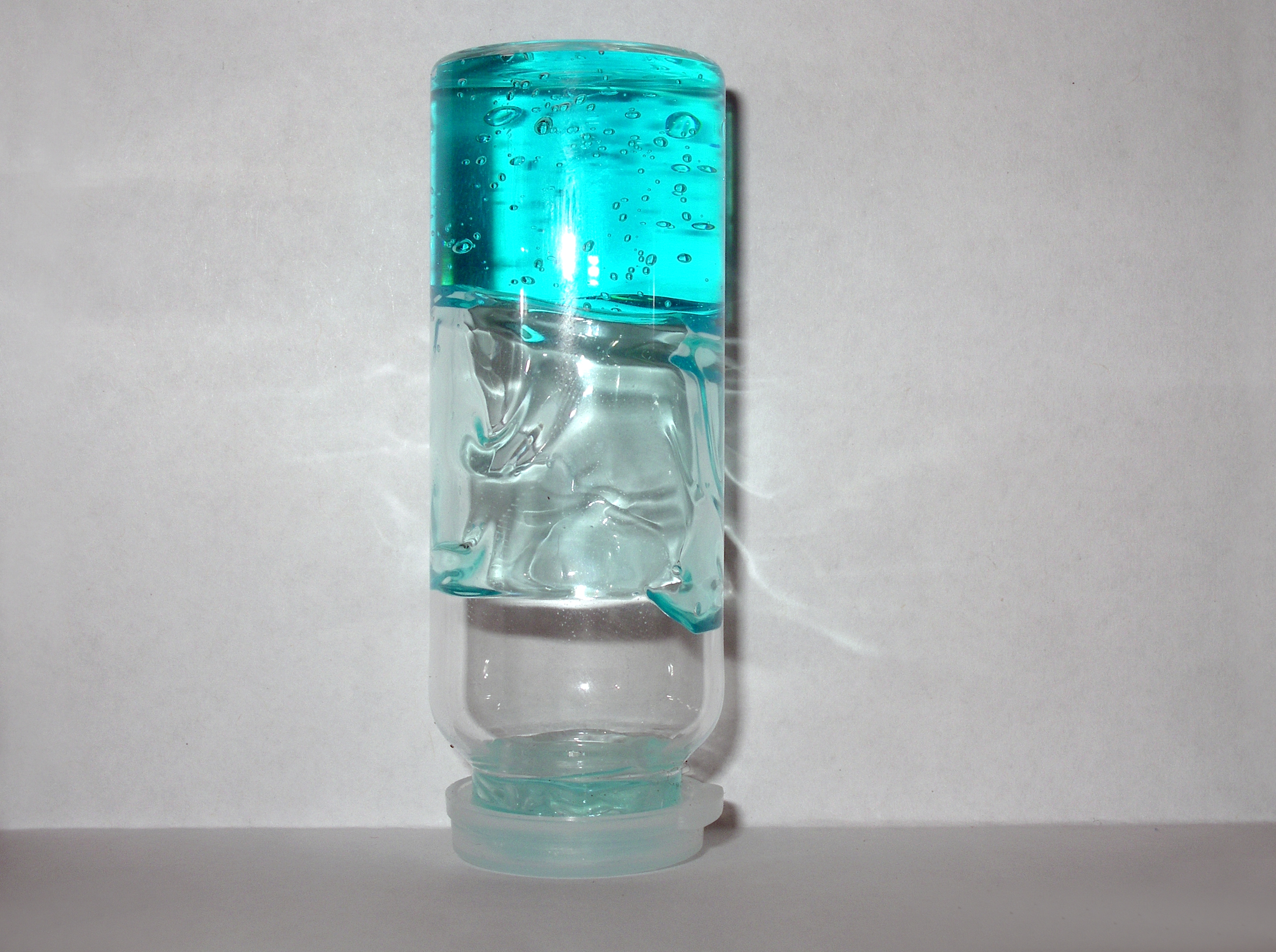
헤어젤

겔(독일어: Gel [geːl]) 또는 젤(영어: gel [dʒɛl])은 콜로이드 용액이 젤리 모양으로 굳어진 것을 말한다. 젤은 부드럽고 약한 것부터 단단하고 질긴 것까지 다양한 특성을 가질 수 있는 반고체이다. 겔은 실질적으로 희석된 가교 시스템으로 정의되며, 정상 상태에서는 흐름이 나타나지 않지만 액상은 여전히 이 시스템을 통해 확산될 수 있다. 겔은 현상학적으로 2개 이상의 성분으로 구성된 부드럽고 고체이거나 고체와 같은 물질로 정의되며, 그 중 하나는 액체이며 상당한 양으로 존재한다.
젤은 질량 기준으로 대부분 액체이지만 액체 내 3차원 가교망으로 인해 고체처럼 거동한다. 겔에 구조(경도)를 부여하고 접착력(점착성)에 기여하는 것은 유체 내 가교이다. 이러한 방식으로 겔은 고체 매질 내에 액체 분자가 분산되어 있다. 젤이라는 단어는 19세기 스코틀랜드의 화학자 토머스 그레이엄이 젤라틴을 잘라서 만들어낸 것이다.
겔을 형성하는 과정을 겔화라고 한다.

## 같이 보기
- 에어로젤
- 겔 전기영동
- 아이스 팩
- 교질
- 실리콘
- 연성물질
- 디젤매니아